# Scenopinus gossypius
Scenopinus gossypius är en tvåvingeart som beskrevs av Kelsey 1969. Scenopinus gossypius ingår i släktet Scenopinus och familjen fönsterflugor. Inga underarter finns listade i Catalogue of Life.